# DNA mitocondriale
Il DNA mitocondriale, a volte abbreviato in mtDNA, è il DNA collocato nei mitocondri, presenti nella gran parte degli organismi eucarioti.

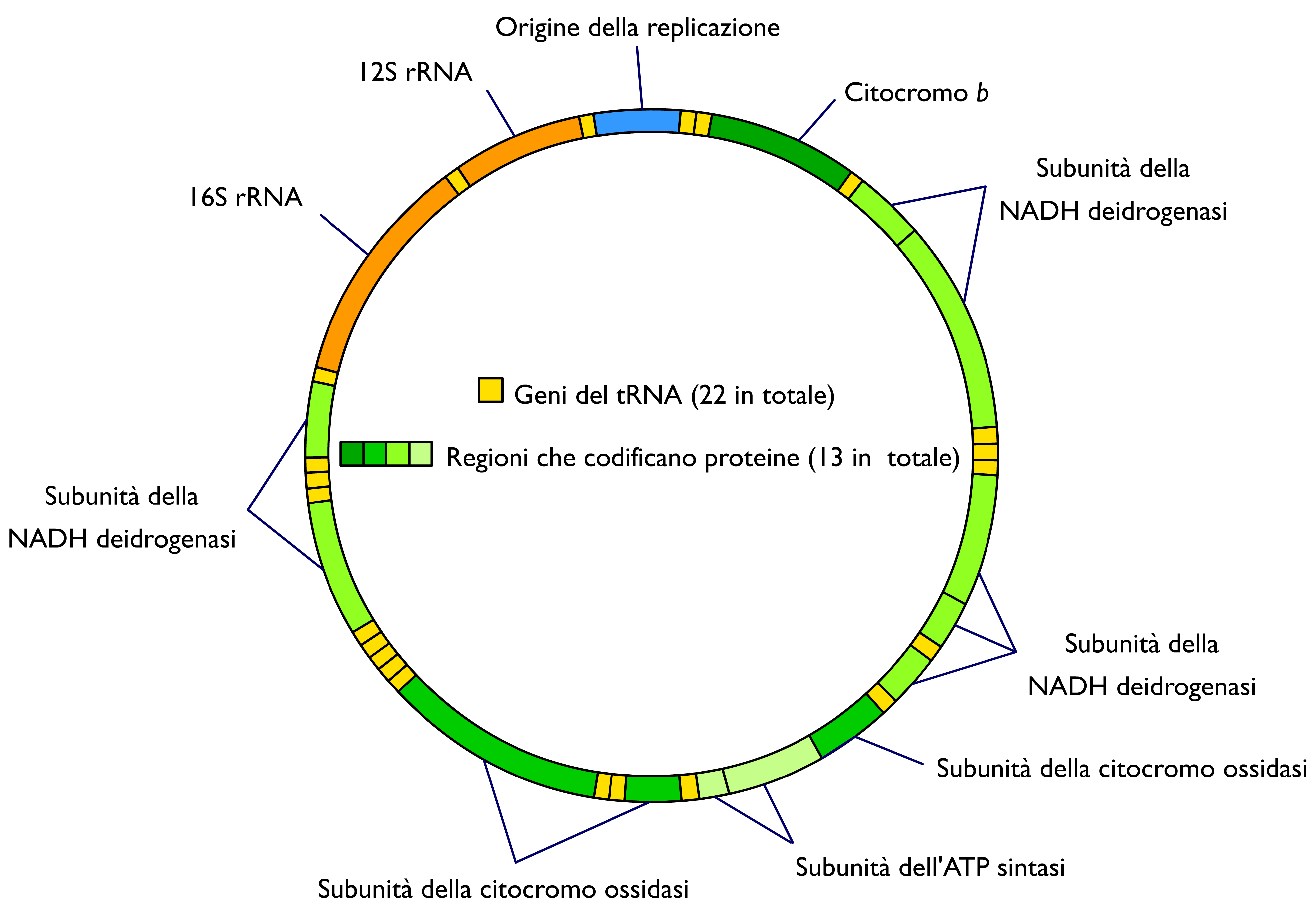
Organizzazione del DNA mitocondriale umano

Nell'essere umano il DNA mitocondriale consta di 16 569 paia di basi e 37 geni (che codificano per 13 polipeptidi sintetizzati dal ribosoma mitocondriale, 22 tRNA e 2 rRNA), coinvolti nella produzione di proteine necessarie alla respirazione cellulare. La densità genica, il numero di geni codificanti per proteine nel DNA mitocondriale, è di 784,59. Ogni mitocondrio nell'essere umano porta circa dieci copie del genoma mitocondriale associate in regioni nucleodi multiple. Comunque molte proteine presenti nei mitocondri sono codificate dal DNA nucleare: si ritiene che alcune di esse facessero parte in origine del mtDNA e durante l'evoluzione siano state trasferite nel nucleo.
Il DNA mitocondriale dei mammiferi codifica in particolare per 13 proteine (che partecipano tutte al sistema di fosforilazione ossidativa); per 22 RNA transfer e per 2 RNA ribosomiale. La trascrizione del DNA mitocondriale è policistronica ed è data da due differenti promotori: LPS (light strands promoter) e HSP (heavy strands promoter).
Nella quasi totalità dei casi, il DNA mitocondriale viene ereditato dalla madre (benché si siano osservati casi di trasmissione paterna), a differenza del DNA degli autosomi che è trasmesso al 50% da entrambi i genitori. È necessario considerare che se anche il DNA mitocondriale ricombina (come quello nucleare), lo fa sempre con frammenti di sé stesso all'interno dello stesso mitocondrio. Diverso è il discorso che riguarda la frequenza di mutazioni, che è più alta rispetto al DNA nucleare. Questo particolare tipo di associazione, alta mutazione e passaggio di materiale genico solo per linea materna con bassissima ricombinazione, rende il mtDNA un potente strumento per tracciare la matrilinearità ed è stato usato per studiare molte specie, anche fino a generazioni di centinaia di anni addietro.

## Origine del DNA mitocondriale
L'esistenza del DNA mitocondriale supporta la teoria dell'endosimbiosi, che sostiene che le cellule eucariote apparvero per la prima volta quando una cellula procariote venne assorbita da un'altra cellula senza essere digerita. Si pensa che queste cellule siano poi entrate in un rapporto simbiotico, formando il primo organello. L'esistenza di un DNA mitocondriale separato dal DNA nucleare suggerisce infatti che fino a un certo periodo i mitocondri fossero entità separate dalle attuali cellule ospiti. I motivi per i quali i mitocondri contengano materiale genetico (si stimano 2-10 copie di mtDNA per organello) sono oggetto di discussione; alcune spiegazioni proposte dai ricercatori, che prendono in considerazione i vantaggi della produzione in situ di proteine idrofobiche e l'ipotesi CoRR, concordano sulla rilevanza del controllo locale riguardo alle necessità biochimiche dell'organello. È stato comunque rilevato che in certe specie di protozoi e funghi esistono organelli di derivazione mitocondriale privi totalmente di genoma, che è stato quindi trasferito nel nucleo con vantaggi per l'organismo.
Un recente studio ha dimostrato che segmenti di DNA mitocondriale si stanno tuttora integrando nel DNA nucleare delle cellule del cervello umano.

## Malattie genetiche
Le mutazioni del DNA mitocondriale possono portare a un gran numero di malattie, tra le quali l'exercise intolerance e la sindrome di Kearns-Sayre (KISS), che causa la perdita della piena funzionalità nei movimenti di cuore, occhi e muscoli.
Studi compiuti su cellule di mammifero hanno mostrato come Parkin, una E3-ubiquitina ligasi, se mutata porta alla comparsa della sindrome di Parkinson, in cui si ha una disfunzione mitocondriale che porta alla promozione di eventi come la degradazione e l'autofagia.

## Eredità mitocondriale
I mitocondri contenuti nello sperma dei mammiferi non entrano nella cellula uovo, in quanto le modalità di penetrazione dello spermatozoo e la costituzione anatomica dello stesso consentono l'ingresso della sola testa, pertanto i mitocondri che hanno sede nella coda non vengono inseriti; in alcuni casi alcuni mitocondri paterni possono penetrare, tuttavia vengono distrutti dalla cellula uovo subito dopo la fecondazione.
Nel 1999 venne dimostrato che i mitocondri dello sperma paterno (contenenti mtDNA) vengono marcati con ubiquitina, per poter essere poi selezionati per la loro distruzione all'interno dell'embrione. Alcune tecniche di fecondazione in vitro, in particolare l'iniezione di sperma nell'ovocita, possono interferire con questo processo; ciò avviene anche nel caso di ibridi inter-specie.
In rari casi i mitocondri possono essere ereditati dal padre, ad esempio nelle banane. Nell'essere umano eccezioni fenotipiche all'eredità matrilineare portano all'insorgere della patologia eteroplasmica dovuta a effetto dose e sono associate a condizioni di mosaicismo, pur non essendo necessariamente incompatibili con la vita; gli individui maschi non possono tollerare tali condizioni, gli individui femmine della nostra specie possono tollerarle se si manifestano a carico del cromosoma X, in quanto per effetto della compensazione del dosaggio genico uno dei due X viene di norma inattivato. Tali patologie in rari casi non portano immediatamente a malattia in quanto il prodotto della seconda linea cellulare può essere in così bassa percentuale da risultare mascherato dal prodotto della seconda.
L'ipotesi che il DNA mitocondriale umano fosse ereditato dalla madre spinse i ricercatori a tracciare la linea uterina già molto tempo fa (anche il cromosoma Y, ereditato dal padre, viene utilizzato in un modo analogo per studiare la linea maschile). Questo è completato, negli esseri umani, dal sequenziamento di una o più regioni ipervariabili (HVR1 o HVR2) del mtDNA. HVR1 consiste in 440 paia di basi, che vengono comparate a quelle di altri individui (persone specifiche o contenute in un database) per determinare la linea materna. Vilà e altri ricercatori hanno pubblicato degli studi tracciando la linea materna della discendenza dei cani domestici dai lupi.
Il tentativo della teoria dell'Eva mitocondriale, ossia scoprire l'origine dell'umanità, si basa sullo stesso tipo di analisi. In particolare, studi sul DNA mitocondriale umano hanno permesso al genetista inglese Bryan Sykes di chiarire le modalità con cui le popolazioni agricole si sono diffuse dal Medio Oriente all'Europa preistorica popolata da cacciatori raccoglitori, oltre all'origine delle popolazioni polinesiane, dimostrata essere nel Sud-est asiatico: questi e molti altri risultati della tecnica del mtDNA sono esposti nel volume "Le sette figlie di Eva. Le comuni origini genetiche dell'umanità". Saggi Mondadori 2003.